# 277 (szám)
A 277 (kétszázhetvenhét) a 276 és 278 között található természetes szám.

## A matematikában
Pillai-prím.
Perrin-prím.